# Tannay (Ardeny)
Tannay – miejscowość i gmina we Francji, w regionie Grand Est, w departamencie Ardeny.
Według danych na rok 1990 gminę zamieszkiwało 135 osób, a gęstość zaludnienia wynosiła 10 osób/km².

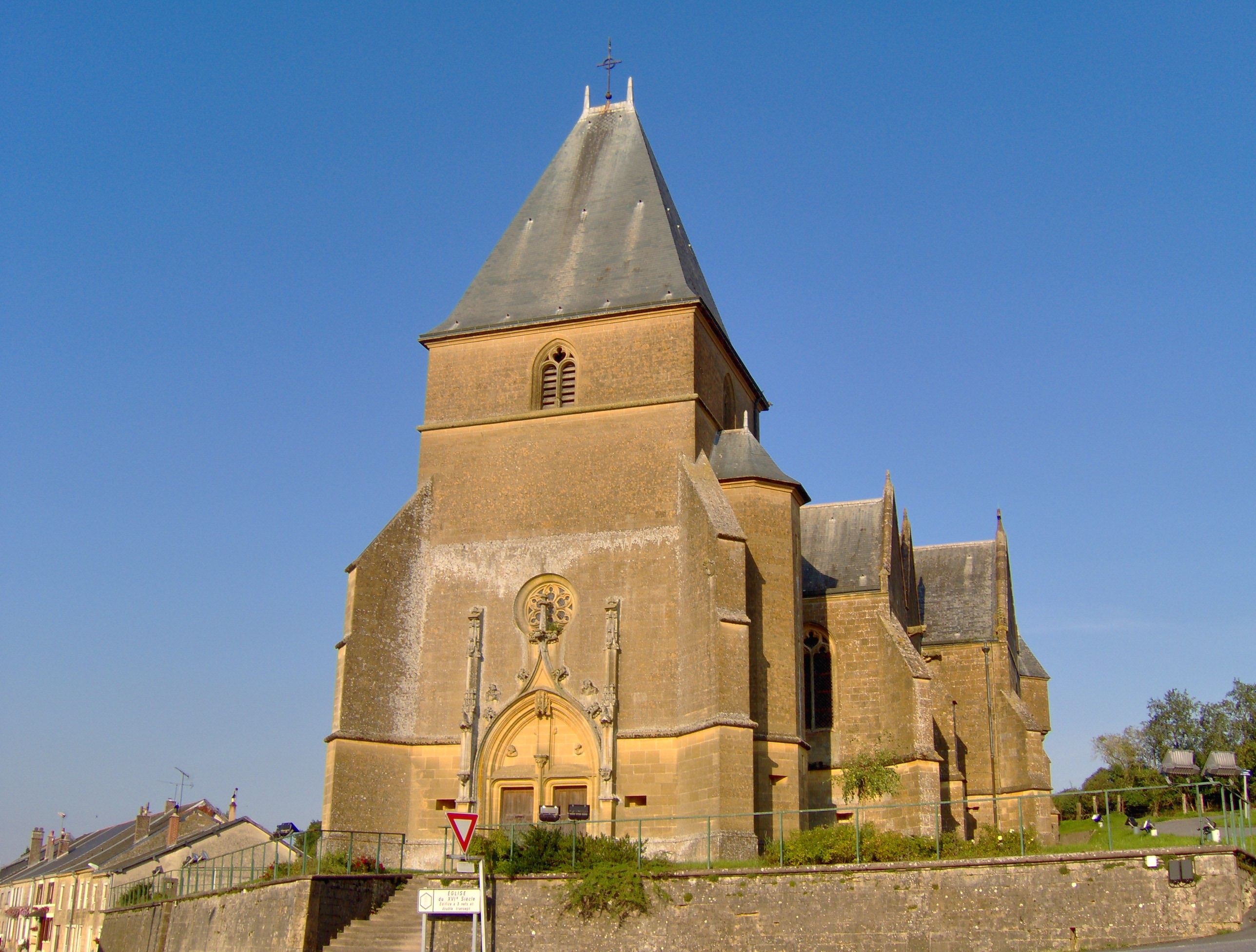
Kościół w Tannay, 2008